# 白石中の島通

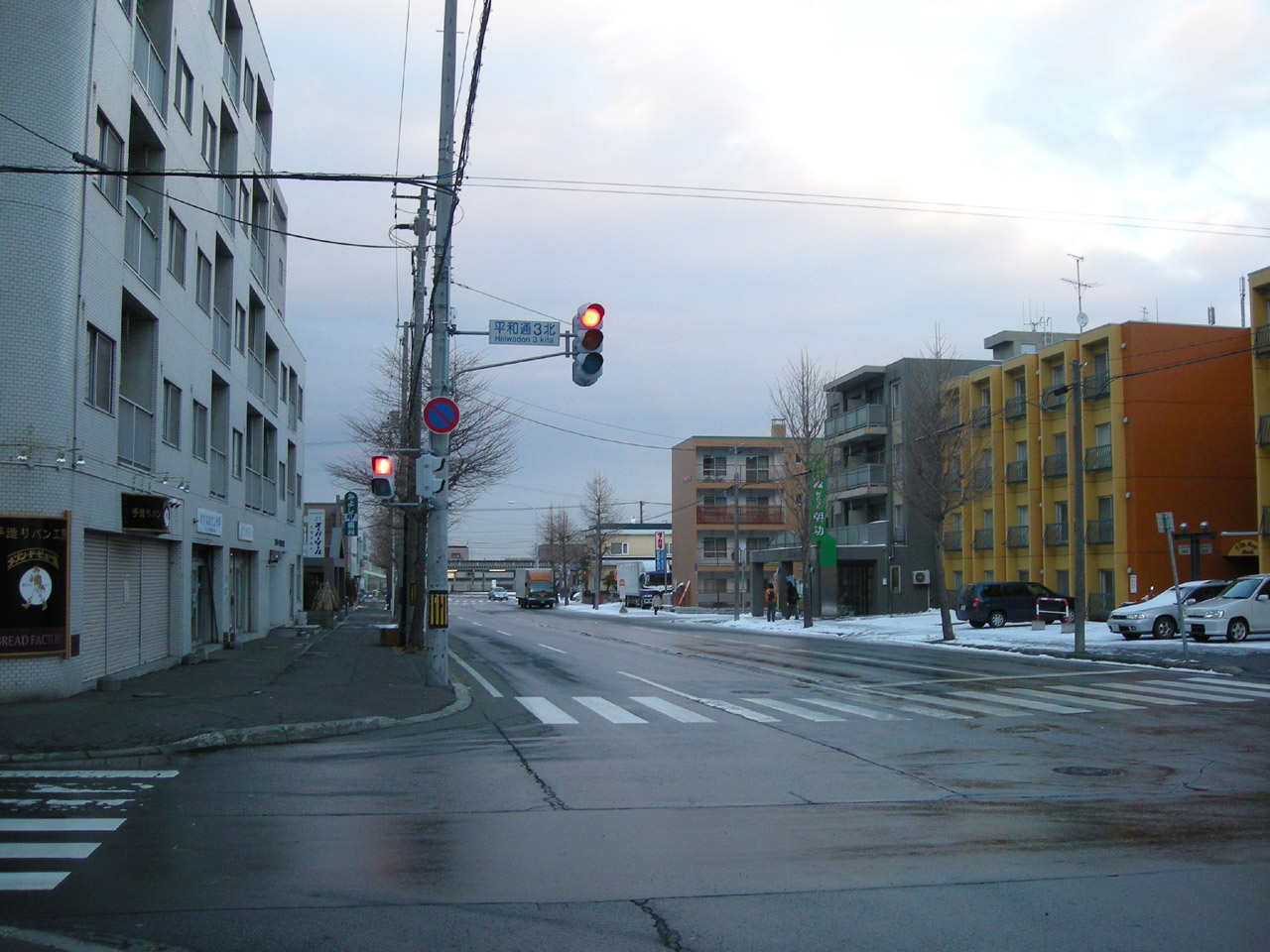
白石中の島通

白石中の島通（しろいしなかのしまどおり）は、北海道札幌市白石区から豊平区に至る札幌圏都市計画道路である。

## 概要
- 起点：北海道札幌市白石区平和通3丁目北（JR白石駅前）
- 終点：北海道札幌市豊平区中の島2条2丁目（中の島通交点）
- 延長：5.0km

## 歴史
- 1929年（昭和4年）に、幌平橋から平岸通を結ぶ昭和通が開通。当時のルートは平岸1条6丁目から現在のKKR札幌医療センター（幌南病院）の前を通るルートであった。

## 地理
起点から南西へ進み、札幌市内を大きく西へ弧を描きながら進む。平岸駅のある平岸通交点付近から、中の島駅のある終点まで、札幌市営地下鉄南北線が通りの地下を走る。

### 交差する道路
- 平和通
- 国道12号（札幌江別通）
- 北海道道3号札幌夕張線（南郷通）
- 東北通
- 北野通
- 国道36号（月寒通）
- 北海道道89号札幌環状線（環状通）
- 国道453号（平岸通）
- 中の島通

### 周辺
- 北海道旅客鉄道白石駅
- 札幌市立南郷小学校
- アサヒビール北海道工場
- 札幌市立月寒中学校
- ハローワーク札幌東
- 北海道札幌月寒高等学校
- 月寒公園
- 札幌市営地下鉄東豊線美園駅
- 札幌市立美園小学校
- 札幌市営地下鉄南北線平岸駅
- 札幌市立中の島小学校
- 札幌市営地下鉄南北線中の島駅